# Kuchh Meetha Ho Jaye
Kuchh Meetha Ho Jaye (Tłumaczenie: „Zażyjmy słodyczy” „inne tytuły „ Let Something Sweet Happen”, niemiecki: „Warten auf Liebe”) – bollywoodzka komedia miłosna z 2005 roku wyreżyserowana przez debiutanta Samara Khana, znanego indyjskiego krytyka filmowego.
Akcja filmu, opowiadającego historię 5 par, dzieje się na lotnisku, podczas oczekiwania na opóźniający się lot. W filmie na moment pojawia się Shah Rukh Khan.

## Obsada
- Arshad Warsi – zarządzający lotniskiem S.R. Khan
- Mahima Chaudhry – Ghulab Khan
- Nassar Abdullah – pisarz Gul Khan
- Parvin Dabas – Siddharth, żyjący we Włoszech
- Nisha Sareen Manju, kuzynka Siddhartha
- Deepa Bakshi – Anita
- Sandhya Mridul – Stewardess Rachna Singh
- Rohit Roy – Pilot Vikram Sinha
- Jaspal Bhatti – Ram Saran Dubey
- Sachin Khedekar – Sunil Wadhwa
- Iravati Harshe – Vibha Wadha
- Kanwaljit Singh – Bhabus Shamsher Kapoor (as Kanwaljit)
- Shravan – Rahul
- Mahima Mehta – Farah
- Shah Rukh Khan – gościnnie – siebie

## Muzyka
Muzykę skomponował Himesh Reshammiya, nominowany za muzykę do filmów: Humraaz (2002), Dla ciebie wszystko (2003), Aksar (2006), Aashiq Banaya Aapne, autor muzyki do takich filmów jak Aitraaz, Dil Maange More, Vaada, Blackmail, Yakeen, Kyon Ki, Shaadi Se Pehle, Cicho sza!, Dil Diya Hai, Namastey London, Ahista Ahista, Shakalaka Boom Boom, Apne, Maine Pyaar Kyun Kiya?, Silsilay, 36 China Town, Banaras – A Mystic Love Story, Fool and Final, Good Boy Bad Boy, Welcome i Karzzzz.
1. Aane Do (Thumri)
2. Aane Do (Royal Stag Mix)
3. Bhool Jaayenge Hum – 1
4. Bhool Jaayenge Hum – 2
5. Bonus Tune
6. Jaana Tenu Rab Da
7. Kuch Meetha Ho Jaaye – Female
8. Lagne Lage Ho